# Danabaai
Danabaai è un centro abitato sudafricano situato nella municipalità distrettuale di Eden nella provincia del Capo Occidentale. La località è affacciata sull'oceano Indiano e si trova a est della città di Mosselbaai.
L'area è ricoperta dal fynbos, di cui ospita numerose specie endemiche, ed è pertanto protetta.